# Amata danieli
Amata danieli är en fjärilsart som beskrevs av Hermann Stauder 1921. Amata danieli ingår i släktet Amata och familjen björnspinnare. Inga underarter finns listade i Catalogue of Life.